# Le Buteur
Le Buteur, en arabe, El Heddaf (arabe : الهداف), est un journal sportif algérien fondé en 1998, disponible en deux versions, papier et électronique, ainsi qu'en français comme en arabe, par la suite le média crée sa propre chaine télé dénommée, El Heddaf TV en 2014.